# Nogomet
Nogomet je sport u kojemu se dvije momčadi od 11 igrača nadmeću na pravokutnom igralištu travnate površine. Cilj igre jest postizanje više pogodaka od protivničke momčadi bilo kojim dijelom tijela osim rukom. Vratar je jedini igrač kojemu je dozvoljeno igrati i braniti gol rukama, doduše samo unutar jasno označenog pravokutnika ispred vlastitih vrata. Svim igračima dopušteno je proizvoljno kretanje po terenu, iako pravilo zaleđa ograničava napadačke kretnje ovisno o položaju lopte i protivničke obrane.
Prvo službeno tijelo osnovano je 1863. godine u Engleskoj zbog razdvajanja nogometa od ragbija. Prvim pravilnikom, donesenim iste godine, uklonjene su osnovne tehnike grubljih inačica sportova „napucavanja lopte”, poznatih pod zbirnom imenicom football, poput saplitanja protivnika te igre rukom. Krovna nogometna organizacija, FIFA, okuplja 209 punopravnih nacionalnih saveza raspoređenih u šest konfederacija. Nogometom se na bilo koji način bavi preko 250 milijuna muškaraca i žena, dok registriranih aktivnih igrač(ic)a ima oko 40 milijuna.

## Povijest
Igre s loptom zabilježene su i prije nove ere; cuju bijaše jedna od razbibriga drevne Kine, kao i harpastum u Rimskoj Republici te njegov izravni starogrčki predak fainínda (φαινίνδα). Svaki od navedenih antičkih sportova bio je natjecateljske prirode, namijenjen desetorici do petnaestorici igrača po sastavu. Srednjovjekovna Europa dala je krvave igre s malo pravila za mnogo veći broj sudionika. Česte ozljede, javno komešanje i galama, ali i smanjeno zanimanje za temeljno englesko ratno umijeće, gađanje lukom i strijelom, razlozi su kojim je Edward II. opravdao zabranu takvih igara diljem kraljevske Engleske 1314. godine. Odredba je ukinuta 1667. nakon što je održavana brojnim izmjenama u prethodna tri stoljeća. Međutim, zapis iz 1602. bilježi igranje bliskog nogometnog pretka u Cornwallu, krajnjoj jugozapadnoj pokrajini Britanije. Teren za igru, duljine dvjestotinjak metara, omeđen je sa svake strane stativama ispred kojih bi vratar pokušavao spriječiti protivničke pokušaje zabijanja pogotka. Lopta se nije smjela uputiti suigraču bližem protivničkom golu. Dodavalo se i nogama i rukama, momčadi su se neprestano izmjenjivale u posjedu zbog protivničkog pritiska i grešaka u predaji lopte (poput dodavanja prema naprijed), a pogodaka uglavnom bijaše vrlo malo.
Razne inačice sportova s loptom igrale su se po terenima engleskih sveučilišta tijekom ranog 19. stoljeća. Odigravanje utakmica između momčadi iz različitih gradova ili čak institucijâ iznimne zemljopisne blizine otežavano je neujednačenim pravilnicima. Štoviše, vrlo rijetko objavljivanje bilo kakvih pravilnika izvan obrazovnih ustanova udaljilo je obični puk od bilo koje vrste „ozbiljnog” nogometa, zadržavši time stanovništvo na razini stoljećima starih krvoločnih igara. Kako je nogomet postupno postajao igra vještine a ne snage, igra rukom postala je prepreka. Pravilnicima iz Cambridgea iz 1855. i 1862. dozvoljeno je isključivo hvatanje lopti koje nisu odskočile i vraćanje istih na tlo dok je lopta unutar granica terena. Sve izraženije razlike između nogometa kakvog danas poznajemo te igara iz kojih je nastao dovele su do potrebe za osnivanjem krovnog nogometnog tijela na području čitave Engleske. The Football Association, engleski nogometni savez, osnovan je 26. listopada 1863. godine u Londonu na inicijativu Ebenezera Cobba Morleyja. Nakon šeste sjednice u prosincu iste godine, zauvijek je zabranjeno bilo kakvo kontroliranje lopte u terenu rukom, kao i saplitanje, držanje protivnika rukama te udaranje svake vrste. Blackheath, jedan od dvanaest klubova osnivača Saveza, povukao se u znak prosvjeda protiv prethodna dva pravila. Klubovi ujedinjeni u ragbijaškim načelima osnovali su 1871. godine vlastito upravno tijelo. Prvu nogometnu utakmicu, pod službenim pravilima Saveza, odigrali su Barnes F.C. i Richmond F.C. 19. prosinca 1863. godine. Momčadi su se sastojale od petnaestorice igrača, uključujući 32-godišnjeg osnivača Morleya u sastavu domaćina Barnesa, no pogodaka nije bilo nakon devedeset minuta igre. Broj igrača konačno je smanjen s ragbijaških petnaest na nogometnih jedanaest nepune tri godine poslije.
Usporedno s razvitkom londonske škole, nogomet se razvijao i u Sheffieldu, dakako pod drukčijim pravilima. Sheffield F.C., službeno najstariji nogometni klub na svijetu, osnovali su 1857. godine Nathaniel Creswick i William Prest. Sheffieldska škola prva je uvela slobodne udarce, čvrste grede umjesto užeta, ali i dan-danas prepoznatljivu britansku igru glavom zbog rane zabrane bilo kakvog „rukovanja” loptom dok je ona u igri. Razvoj dodavanja olakšan je (previše) potpunim odsustvom zaleđa. S druge strane, pravilnik Saveza iz 1863. nalagao je da su svi igrači ispred lopte u zaleđu; prema tome, osvajanje prostora bilo je moguće isključivo driblanjem ili skupovima koji su i dalje podsjećali na ragbijaške, odnosno srednjovjekovne. Tek ranih 1870-ih dolazi do promjene pravila zaleđa koja napokon dozvoljava maštovitiju igru dodavanjâ. Utakmice prvih dvadesetak nogometnih godina igrale su se po pravilima domaćeg sastava. Koliko god takvo rješenje bilo izvedivo, nije bilo korisno na duge staze. 1877. godine napokon dolazi do ujedinjenja dvaju pravilnika, dominantnog saveznog i podređenog sheffieldskog. Nadalje, 1886. osnovan je IFAB, međunarodno tijelo za održavanje i razvoj pravila nogometne igre, čije su odluke konačne i obvezujuće svim FIFA-inim članicama. Pravila su dorađivana „u hodu” od samih nogometnih početaka. Na primjer, udarac iz kuta uveden je 1872., jedanaesterac i sudačka trojka 1891., zamjena igrača tek 1965., a vratarima je 1992. zabranjeno koristiti ruke za kontrolu lopte kada ju suigrač namjerno doda stopalom ili potkoljenicom.

### Razvoj u Hrvatskoj
Na prijelazu iz petnaestog u šesnaesto stoljeće, dubrovački puk loptao se po uzoru na renesansni calcio fiorentino. Tome svjedoči grubo isklesani natpis na vanjskom zidu crkve sv. Roka: PAX VOBIS MEMENTO MORI QVI LVDETIS PILLA (Mir vama. Sjetite se da ste smrtni, vi koji se igrate loptom). Football na naše prostore stiže 1873. u Rijeku s engleskim mornarima i časnicima kojima se, na zahtjev Roberta Whiteheada, u prvom ogledu suprotstavljaju Mađari. Prva utakmica u kojoj sudjelovaše i domaći mladići skupa s Englezima, radnicima tvrtke za obradu hrastovine, odigrana je 1880. u Županji. Utjelovljenje cjelokupnog ranog sporta u Hrvata, Franjo Bučar, donio je 1892. nogometnu loptu iz Stockholma. Nekih godinu dana kasnije, promatravši zagrebačke studente u napredovanju prema jedinim metama na terenu, golovima, slavističar Slavko Rutzner Radmilović skovao je izraz nogomet. Prvi hrvatski nogometni klubovi, PNIŠK i HAŠK, odigrali su 28. listopada 1906. pred 1500 znatiželjnika u Zagrebu prvu javnu međuklupsku utakmicu rezultatom 1:1. Miješani sastav ta dva kluba odigrao je sljedeće godine dvije utakmice protiv praške Slavije; domaća utakmica završila je porazom 0:15, a gostujuća 20:0. Usprkos očitom nesrazmjeru domaćeg nogometa i već uglednih europskih sila, novi klubovi uskoro se osnivaju diljem današnje Hrvatske.

## Suvremena igra
Nogometna utakmica dvoboj je dvaju momčadi od 11 igrača (10 u polju + vratar) pod nadzorom glavnoga suca i njegovih pomoćnika na propisno označenom igralištu zadovoljavajućih dimenzija. Utakmica traje 90 minuta, a igrači odlaze na petnaestominutni odmor nakon prvih 45 minuta. Trener momčadi organizira svoje igrače u željenu formaciju, ovisno o strategiji koju smatra prikladnom za svaki pojedini dvoboj. Međutim, desetorica igrača „u polju” imaju potpunu slobodu kretanja u svim smjerovima. Iako bi se isto moglo reći i za vratara, njegova uloga jedina je određena pravilima igre. Dok je lopta unutar granica igrališta, vratar ju jedini smije dirati rukama u vlastitom kaznenom prostoru, što znači da će vrlo rijetko izlaziti u dio terena gdje tu pogodnost ne smije koristiti. Igranje rukom svim ostalim igračima zabranjeno je osim kad loptu treba vratiti u igru nakon što sa strane izađe u aut. Nogometaši nastoje stvarati izgledne prilike za postizanje zgoditaka individualnom kontrolom lopte („driblanjem”), dodavanjima po tlu ili zraku, kretnjama bez lopte u nebranjen prostor i udarcima na vrata. Momčad koja postigne više pogodaka proglašava se pobjedničkom, a nagrađuje se trima bodovima ili prolazom u sljedeću fazu natjecanja. Poraz ne donosi nikakve bodove. Moguće je odigrati i neodlučeno (neriješeno, remi); u ligaškom sustavu obje momčadi dobivaju po jedan bod, a u eliminacijskom (kup-sustavu) rješenje pitanja pobjednika ovisi o jasno navedenim propozicijama natjecanja.
Utakmica započinje u središnjem krugu nakon sučeva zvižduka. Lopta prvim dodirom mora prijeći na protivničku polovicu terena. Iako je pravilima dozvoljeno zabiti pogodak izravnim udarcem s centra, gotovo uvijek lopta se nakon izvođenja vraća unatrag suigračima koji će zatim pokušati uspostaviti prvi organizirani napad ili barem pritisnuti protivnika dugom loptom. Suvremeni nogomet zahtijeva vraćanje gotovo svih igrača iza lopte u fazi obrane. Vrlo rijetko ijedan igrač biva oslobođen obrambenih zadataka. Navalni igrači pritišću protivničku obranu kretnjama između njenih bekova, igrači veznog reda stvaraju prvi agresivniji obrambeni zid, dok središnji braniči, bekovi i vratar čine posljednju crtu obrane. Formacija (npr. 4–2–3–1 ili 4–4–2) brojčani je zapis izgleda momčadi u svojoj polovici terena dok nema loptu u posjedu. Prvi broj označava izgled obrane, na posljednjem mjestu broj je čistih napadača, dok brojevi između njih prikazuju raspored igrača u sredini. Vratar nije upisan jer uvijek ima iste zadaće. Prilikom transformacije usred napada, momčad organizirano napušta svoju obrambenu postavu širenjem igre u pokušaju stvaranja prolaza kroz protivničku obranu do gola. Momčadi ponekad svjesno prepuštaju posjed lopte i dio vlastite sredine terena protivnicima te strpljivo čekaju svoju priliku iz protuudara (kontranapada) i prekida. Momčadi ovakav način igre ponajviše usvajaju u utakmicama protiv kvalitetnijih ekipa ili nakon stjecanja vodstva, kad protivnik biva prisiljen „loviti rezultat” otvorenom igrom. Međutim, odigravanje kvalitetne obrane tijekom svih 90 minuta izuzetno je tjelesno, mentalno i taktički zahtjevno.
Momčadi se bore za prevlast na sredini terena. Shodno tome, igrači veznog reda u pravilu su tehnički najpotkovaniji u sastavu. Tijekom organizacije napada, leđa im štite dvojica ili trojica središnjih braniča, tzv. stopera, međusobno mnogo udaljenijih nego u fazi obrane. Bekovi (krilni braniči) u međuvremenu napreduju aut-linijom otvarajući time mogućnost dodavanja po širini. Izrazito je bitno sačuvati loptu oko središta igrališta, jer protuudar na nepostavljenu obranu lijepa je prilika za postizanje pogotka. Prema tome, prostor u kojemu se najviše riskira najudaljeniji je od vratara momčadi u posjedu lopte. Tijekom gradnje napada, napadač na sebe veže protivničkog stopera često leđima okrenut protivničkim vratima, dok krilni napadači napreduju po širini. Bek i krilo usko surađuju čitavu utakmicu pružajući međusobnu mogućnost dodavanja u napadu, ali i zaštitu jedan drugome u svojoj polovici terena. Bek koji u fazi obrane ostane sam na širokom prostoru protiv dvojice gotovo uvijek mora povući se prema svojem vrataru, pomičući tako zamišljenu crtu zaleđa prema vlastitim vratima. Protivnici za to vrijeme napreduju u prazan prostor i na sebe navlače ostatak već probijene obrane, koja pak biva primorana braniti okvir vlastitoga gola. Doduše, ovo je samo jedan od beskonačno mnogo scenarija za postizanje, odnosno primanje, pogotka. Svakoj momčadi je na terenu najbitnija kohezija među trima skupinama igrača (obrane, veznog reda i napada) koja omogućava da se svi brane i svi napadaju.

## Pravila
Sedamnaest je zasebnih pravila opisanih u tančine u IFAB-ovom službenom pravilniku. Njima je uređen gotovo svaki detalj nogometne igre, od igraće opreme do načina nastavka igre nakon prekida. Ostatak toga dokumenta odnosi se na tumačenje svakog pravila iz sudačkog kuta. Neobične, pravilnikom nepredviđene situacije riješavaju se nepisanim pravilom, zdravom logikom. Glavni sudac vodi glavnu i konačnu riječ neposredno prije, za vrijeme te nedugo nakon utakmice. Svi sudionici utakmice, uključujući tehnička osoblja momčadi i gledateljstvo, pod sudačkom su nadležnošću. 
Mijenjati pravila moguće je jednom godišnje na zajedničkoj radnoj zajednici IFAB-a i FIFA-e između rujna i listopada. Četiri saveza (engleski, irski, škotski i velški) te četiri FIFA-ina predstavnika zasjedaju po demokratskom principu jednoga glasa. Potrebna je tročetvrtinska većina (barem šest od mogućih osam glasova) za usvajanje tražene izmjene zakonika. Time je FIFA osigurala da nijedna izmjena ne može biti donesena bez njenog pristanka, ali zauzvrat ne može sama ništa mijenjati. Pravilnik se objavljuje na engleskom jeziku, a službeno se prevodi na francuski, njemački i španjolski. U slučaju odstupanja od izvornika, mjerodavna je engleska inačica.

### Igralište
Mjesto odigravanja utakmice prirodna je ili umjetna travnata površina različitih mjerâ. Poprišta međunarodnih utakmica duljine su 100 – 110 m, a širine 64 – 75 m. Domaći savez pojedine države propisuje dimenzije terenâ, no gotovo u svakoj prvoj ligi svijeta radi se o već navedenim mjerama. Nijedan teren ne smije biti veći od 120 x 90 m, dok ni najskučeniji klupski seniorski tereni ne smiju biti kraći od 90 m niti uži od 60 m. Kolike god mjere bile, igralište mora biti dulje negoli je široko. Sve crte na igralištu moraju biti jasno vidljive, debljine do 12 cm. Na gol-liniji sa svake strane postavljen je gol dimenzija 7,32 x 2,44 m. Kazneni prostor širi se po 16,5 m lijevo i desno od unutrašnjosti stativâ te 16,5 m prema naprijed. Polukrug na vrhu kaznenog prostora jest dio kružnice polumjera 9,15 m čije je središte tzv. „bijela točka”, mjesto odakle se izvode kazneni udarci. Potpuni krug, sa središta igrališta, jednakih je dimenzija, a iz njegova središta izvodi se početni udarac. Osim toga, unutar zamišljenoga kruga istih dimenzija ne smije stajati nijedan protivnički igra tijekom izvođenja slobodnih udaraca. Dimenzije terena preračunate su u metre i centimetre zbog jednostavnosti; izvornim pravilnikom veličine igrališta određene su jardama, stopama te inčima. 

### Oprema
Četvrto pravilo nogometne igre zahtijeva od svih igrača nošenje pet predmeta: majice kratkih ili dugih rukava, kratkih hlača, štitnika za potkoljenice („kostobrana”), dugih čarapa („štucni”) i obuće. Vratarima je dozvoljeno igrati u dugim hlačama. Iako većina nogometaša koristi obuću s čepovima („kopačke”), moguće je igrati u običnim tenisicama. Osim propisane opreme, svi igrači smiju nositi grijače za ruke i noge dok su iste boje kao i odjeća, rukavice, posebno oblikovane naočale i maske za lice i sl. Dioptrijske naočale, nakit, privjesci i ostali predmeti opasni po samog igrača ili ostale sudionike utakmice najstrože su zabranjeni. Boje jedne momčadi moraju se vidno razlikovati od protivničke, zbog čega svaka momčad barata barem po jednom pretežno svijetlom i tamnom opremom. Vratar nosi boje različite od suigrača, protivnika i sudaca. 
Sudačka postava također nastupa u usklađenoj opremi, tradicionalno potpuno crnoj od glave do pete, no ipak ponešto raznolikijoj posljednjih nekoliko desetljeća. Glavni sudac opremljen je zviždaljkom, žutim i crvenim kartonom, malom bilježnicom i olovkom za upisivanje kartonâ, a u posljednje vrijeme i bočicom sa sprejem kojim obilježava zadanu udaljenost lopte i „živog zida”. Linijski suci nose zastavicu na čijoj dršci nalazi se dugme za odašiljanje signala glavnome, koji pak prima signal uređajem skrivenim ispod rukava. Svi suci, uključujući i one iza gola, povezani su bežičnom radijskom vezom na svim međunarodnim službenim utakmicama i većini prvoligaških diljem svijeta. Što je razina natjecanja viša, općenito svi zahtjevi organizatoru postaju stroži, što je posebno bitno kod neutralne opreme i uvjeta potrebnih za odigravanje utakmica.
Lopta je opsega 68 – 70 cm i mase 410 – 450 g. Napuhana je zrakom i prekrivena kožom ili prikladnim sintetičkim materijalom. Lopte se testiraju u ovlaštenim FIFA-inim laboratorijima; one koje zadovolje minimalne uvjete dobivaju oznaku FIFA Inspected, a može joj se dodati i FIFA Approved ako zadovolji još strože kriterije. Provjerava se osam svojstava, uključujući promjenu tlaka, oblika i mase zbog upijanja vode. Sve lopte pripremljene za utakmicu moraju biti iste. Organizator utakmice osigurava dodatne uvjete: semafor za praćenje rezultata i vremena, uredan travnjak, čiste svlačionice, reflektore propisane jačine osvjetljenja u luksima za odigravanje večernjih utakmica, mreže na golovima, „korner-zastavice”, kola hitne pomoći i snage reda.

### Sastav
Momčad čine vratar, desetorica igrača „u polju” i zamjene. Utakmica ne može započeti ako ijedan sastav nema barem sedmoricu na terenu, uračunavši vratara. Isto tako, utakmica se prekida ako broj igrača jedne momčadi padne ispod sedam, a ishod utakmice u velikoj većini natjecanja vodi se kao pobjeda druge momčadi u oba slučaja. Moguće je napraviti do tri zamjene po sastavu za vrijeme svake službene natjecateljske utakmice, šest u prijateljskim ogledima reprezentacija, ali još i više u klupskim pripremnim utakmicama uz međusobni dogovor momčadi i prethodnu najavu sucu. Maksimalan broj zamjena u zapisniku prije početka utakmice varira između pet – a jako rijetko tri – i dvanaest, ovisno o propozicijama natjecanja. Minimalan broj ne postoji, stoga momčad nekažnjeno može pristupiti utakmici bez ijedne pričuve. Mijenjanje bilo kojeg igrača, uključujući vratara, odvija se isključivo tijekom prekida uz sudačko dopuštenje. Razlozi mijenjanja najčešće su ozljeda, trenerovo nezadovoljstvo prikazanim ili bojazan od isključenja, taktičke promjene usred utakmice, ali i trošenje vremena pred sam kraj. Neovlašteni ulasci i izlasci iz terena kažnjavaju se žutim kartonom. Kratkotrajne kretnje van granica igrališta u poštenoj težnji za stvaranjem razlike potpuno su dozvoljene, poput Baleovog pretrčavanja Bartre u finalu Kupa kralja 2014. godine.
Momčad je predvođena kapetanom u svakom trenutku utakmice. I vratar može nastupati u tome svojstvu. Uloga kapetana vidljiva je nošenjem uočljive vrpce na nadlaktici. Ako kapetan napusti igru, neovisno o razlozima, predaje kapetansku vrpcu bilo kojem od suigrača. Za razliku od uvriježenog mišljenja, kapetan ne uživa nikakve pogodnosti u komunikaciji sa sucima. Prigovor ili vidno nesuglasje sa sudačkim odlukama jednako su kažnjivi svim igračima. Štoviše, kapetan ima nekoliko dodatnih obveza; s protivničkim kapetanom i glavnim sucem određuje prvi posjed lopte i stranu igrališta, a sudac će se prvo obratiti kapetanu ako nije sretan ponašanjem većeg broja igrača jedne momčadi.

### Suđenje
Glavni sudac utakmice zadužen je za provedbu svih pravila u djelo. U tome naumu pomažu mu dva linijska suca smještena iza aut-linija, čiji su prioriteti prokazivanje zaleđa i prelaska lopte izvan granica mahanjem zastavicom. Međutim, „pomoćnici” ukazuju na momčad kojoj pripada lopta nakon njenog napuštanja granica igrališta te prekršaje u njihovoj neposrednoj blizini. Glavni sudac ne mora uvažiti sugestiju pomoćnika. Kako jedan linijski sudac nadgleda jednu polovicu terena između gol-linije i centra, kolega s druge strane nalazi se na suprotnoj aut-liniji, a glavni sudac dijagonalnim sustavom kontrole drastično smanjuje prostor van vidnog dometa čitave trojke. U Europskoj ligi 2009./10. uvedena su dva dodatna pomoćnika, po jedan iza svakog gola, kao dodatni par očiju u kaznenom prostoru. Njihova uloga svodi se na utvrđivanje eventualnog ulaska lopte u gol i verbalnu komunikaciju s glavnim sucem korištenjem zatvorene radijske veze za sve ostale dvojbene situacije. Suci iza gola rjeđe signaliziraju prekršaje za kazneni udarac, jer to je prije svega zadaća glavnog a potom linijskih sudaca. Četvrti sudac, odnosno šesti na utakmicama s pomoćnicima iza golova, upravlja događanjima na periferiji igrališta: pazi na ponašanje klupâ, pomaže u obavljanju zamjena, obznanjuje sudačku nadoknadu i zapisuje ključne pojedinosti utakmice poput golova i kartonâ. U slučaju ozljede bilo kojeg od sudaca, četvrti ga je spreman zamijeniti. Delegat utakmice bavi se „papirologijom”: sastavima momčadi, izgredima na terenu i tribinama, procjenom sudačke učinkovitosti i slanjem izvještaja nadležnim tijelima.
Glavni sudac trudi se nametnuti autoritet igračima za vrijeme utakmice, dok u isto vrijeme pokušava učiniti se „nevidljivim”. Naime, sudac koristi zviždaljku pri svakoj značajnoj odluci, a pretjeranim sjeckanjem igre zviždanje gubi na vrijednosti kada je najpotrebnije. Kad sudac poželi „smiriti strasti”, odlučuje se za usmeno upozorenje igraču, opomenu žutim kartonom ili pak isključenje igrača crvenim kartonom. Ujednačen kriterij najbolji je sučev suputnik za vrijeme utakmice; što je dozvoljeno jednima, trebalo bi biti i drugima i obratno. Odluke se donose unutar jedne do dvije sekunde, ali nema mjesta ishitrenosti zbog pravila prednosti. Igrač u posjedu lopte često će pretrpiti prekršaj, a sudac bi oštećenu momčad u naletu prema protivničkim vratima uvijek trebao pustiti dalje ako je to moguće. Nepoštovanje prednosti uzrokuje utoliko burniju reakciju igrača i publike što je napad prekinut istovremenim „sviranjem” više obećavao. Sudac označava prednost pružanjem ruku ispred tijela u smjeru igre; ako se ona ne ostvari makar kratkotrajnim oslobađanjem od protivničkog pritiska unutar nekoliko sekundi, dosuđuje se slobodni udarac na mjestu gdje je momčad prvotno pretrpjela prekršaj. Nije nužno prekidati igru istog trenutka zbog dodjele žutog kartona pa makar drugog, isključujućeg, nego je to moguće učiniti tijekom prvog sljedećeg prekida. Prekršaji za izravni crveni karton traže istovremeno djelovanje po svojoj prirodi jer igrač kojega sudac namjerava isključiti već u tom trenutku odluke izgubio je pravo sudjelovanja. Međutim, ako sudac svejedno dosudi prednost, a oštećena momčad postigne pogodak, tada može svejedno isključiti igrača zbog izrazito nesportskog čina ili kazniti ga žutim kartonom zbog nedopuštenog prekidanja izgledne prilike za gol kojeg ipak nije uspio spriječiti. Primjera radi, Ivan Perišić povukao je hrvatski protuudar na utakmici SP-a u Brazilu 2014. protiv Kameruna, kad Alex Song namjerno s leđa laktom udara Marija Mandžukića. Portugalski sudac, Pedro Proença, zaustavio je izglednu priliku za osvajanje barem nekoliko desetaka metara protiv prorijeđene obrane te isključio Kamerunca.

### Prekršaji
Momčad koja pretrpi prekršaj izvodi slobodni udarac (izravni ili neizravni) s „mjesta zločina” ili jedanaesterac ako je prekršaj izboren u protivničkom kaznenom prostoru. Lopta mora biti u igri da bi oštećena momčad smjela premjestiti izvođenje slobodnog udarca na mjesto nastanka prekršaja. Sljedeći potezi smatraju se prekršajima za izravni slobodni udarac: udaranje, saplitanje, guranje, rušenje, držanje, košenje i pljuvanje protivnika, skakanje na protivnika te namjerno igranje rukom. Guranje protivnika tijelom ili ramenom dozvoljeno je isključivo u trku za loptom, a braniča se u načelu stavlja u povlašteni položaj kod dvojbenih situacija na granici prekršaja. Dozvoljeno je tijelom zaklanjati („graditi”) loptu. Kako jedanaesterac predstavlja najizgledniju priliku za postizanje pogotka, sudac u praksi neznatno opušta kriterij za dosuđivanje prekršaja u šesnaestercu, jer igrači momčadi u napadu često potenciraju kontakt s braničem u tom području. 
Jedan od prekršaja za neizravni slobodni udarac upravo je „simuliranje” – iznuđivanje prekršaja glumom. Ostali prekršaji za neizravni slobodni udarac jesu i opasna igra (previsoko podignuto stopalo, igranje džonom, ali i preniska igra glavom), ometanje vratara pri ispuštanju lopte iz ruku, kao i svaki ostali čin vrijedan žutog ili crvenog kartona koji nije izričito spomenut zakonikom. Vratar u svom kaznenom prostoru ne smije rukom dirati loptu namjerno dodanu potkoljenicom ili stopalom od strane suigrača, ali ni one dodane rukom iz auta. Ne smije ni ponovno uhvatiti loptu koju je netom ispustio a da ju nitko u međuvremenu nije dirao. Iako vratar nominalno smije držati loptu u rukama do šest sekundi, tolerira mu se i dvostruko duže vrijeme, pogotovo zbog zahtjevne obrane ili tjelesnog kontakta s protivnikom, sve dok ne počne očito odugovlačiti. Iako zaleđe nije prekršaj po svojoj prirodi, kažnjava se neizravnim slobodnim udarcem za protivnika.

#### Kartoni
Kartonima su podložni isključivo igrači. Sudac može opomenuti žutim ili isključiti crvenim kartonom bilo kojeg igrača na terenu ili zamjenu na klupi. Drugi žuti karton istome igraču donosi njegovo isključenje te isti mora odmah napustiti teren i tehnički prostor. Isključeni igrač ne smije se mijenjati pa momčad do kraja utakmice ima igrača manje, a isključena neiskorištena zamjena ne smije ući u igru. Svi igrači podložni su kartonima nedugo prije prvog i nakon posljednjeg sučevog zvižduka. Crveni karton povlači suspenziju u trajanju predviđenom propozicijama natjecanja, kao i određeni broj žutih kartona skupljenih tijekom sezone. Sudac može isključiti bilo kojeg člana tehničkog osoblja, od trenera do liječnika, no pritom ne koristi kartone. Kao uvijek, procjena glavnog suca jedina je mjerodavna.
Žuti karton dodjeljuje se za prigovor sucu riječju ili djelom, opetovane prekršaje, otezanje s vraćanjem lopte u igru, skidanje opreme, nepoštovanje propisane udaljenosti pri prekidu i neovlašteni ulazak ili izlazak iz igre. Izvorni pravilnik na engleskom jeziku čini jasnu razliku između prekršaja (foul) i nesportskog ponašanja (misconduct). Igrač koji, po sučevu mišljenju, počini djelo mimo duha nogometne igre, podložan je stegovnoj mjeri. Prema tome, igračev čin može predstavljati prekršaj, ali ne i nesportsko ponašanje. U sferu nesportskih prekršaja za žuti karton spadaju povlačenje protivnika za majicu ili kosu, klizeći nasrtaj na protivnika umjesto lopte, nepropisno zaustavljanje obećavajućeg protivničkog napada u ranoj fazi te brojni ostali potezi koji su preteški za izostanak žutog kartona, ali nedovoljni za izravno isključenje. 
Izravni crveni karton pokazuje se igraču koji izrazito grubo i opasno nasrne na protivnika. Nekoliko je pogibeljnih vrsta „startova” (uklizavanja) kojima nema mjesta ni u jednom sportu i vrlo lako prouzroče teške ozljede: nasrtaj džonom kopačke na protivničku nogu, klizeći start s objema nogama u zraku te zakašnjeli nasrtaj na protivnika. Namjerni udarci laktom, šakom ili glavom također donose crveni karton. Isključenje zaslužuje se i napadom na suigrača, gledatelja ili suca. Prekidanje izrazite protivničke prigode za postizanje pogotka namjernim igranjem rukom ili prekršajem, poput rušenja već odmaklog protivnika ispred kojega se ne nalazi nitko osim vratara, kažnjava se isključenjem, baš kao i pljuvanje ili psovanje bilo kojeg sudionika utakmice.

#### Slobodni udarci
Dvije su vrste slobodnog udarca: izravni i neizravni, poznat i kao „indirekt”. Za razliku od izravnog, pogodak iz potonjeg ne može se postići jednim, izvođačevim, dodirom lopte. Drugim riječima, lopta koja ne dodirne nikoga na putu u mrežu iz indirekta, pa ni protivnika, ne vodi se kao pogodak nego gol aut za protivničku momčad. Iako izvođač smije pucati u nadi da će lopta nekoga barem okrznuti na putu do gola, najčešće ju dodaje svom suigraču koji uživa svu slobodu izbora. Glavni sudac označava neizravni slobodni udarac, dakle zabranu postizanja pogotka, podizanjem ruke visoko iznad glave. Zabrana se ukida kada bilo koji igrač osim izvođača dodirne loptu ili ona napusti granicu igrališta, pri čemu sudac spušta ruku. Autogol ne može biti postignut ravno iz slobodnog udarca, nego se protivničkoj ekipi dodijeli udarac iz kuta.
Igrači moraju odstupiti 9,15 m od lopte u svim smjerovima prilikom protivničkih „slobodnjaka”. Lopta mora mirovati netom prije izvođenja. Ako se protivnik nalazi u neposrednoj blizini lopte koja će se izvesti, trebao bi osloboditi prostor za dodavanje dok se kreće na propisanu udaljenost. Brzo dodavanje suigraču na minimalnu udaljenost daje za pravo protivnicima da pokušaju oteti ili ispucati loptu iako su se prvotno nalazili u krugu u kojem nisu smjeli biti. Nadalje, kad izvođač pogodi loptom protivnika kojemu nije pružio ni priliku za udaljavanje, sudac najčešće pušta igru dalje. Međutim, procjena ovisi o situaciji; sudac razmatra ponašanje izvođača i protivnika, status akcije, položaj obrane, prethodne odluke (vlastiti kriterij) itd. 
Kad momčad izvodi slobodni udarac, izravni ili neizravni, iz vlastitog šesnaesterca, svi igrači moraju napustiti taj prostor i poštovati minimalno odstojanje. Lopta se smatra živom tek kad napusti šesnaesterac. Neizravni slobodni udarac u protivničkom kaznenom prostoru može biti dosuđen na udaljenosti manjoj od 9,15 m. U takvoj situaciji, igrači u živom zidu koji se nalaze unutar 9,15 m od lopte moraju stati na gol-liniju, a istrčavanje im je dozvoljeno u trenutku izvođenja lopte. Indirekt koji nastane unutar pet metara od gola vraća se na liniju peterca usporednu s mjestom nastanka prekršaja. Ako vratar nepropisno uhvati loptu rukama u svom kaznenom prostoru, protivniku se dodjeljuje indirekt; ako to učini izvan svog šesnaesterca, protivniku se dodjeljuje izravni slobodni udarac, a vrataru žuti ili crveni karton, ovisno o razini opasnosti po njegova vrata.

#### Kazneni udarac
Prekršaji za izravni slobodni udarac koje momčad napravi u vlastitom kaznenom prostoru kažnjavaju se „najstrožom kaznom” – jedanaestercem. Svi igrači, osim izvođača i vratara, izlaze iz šesnaesterca i dijela kruga na njegovu vrhu koji označava propisanu udaljenost od lopte. Pomoćni sudac dolazi na sjecište kaznenog prostora i gol-linije. Vratar smije kretati se po crti, ali naprijed ne smije sve dok izvođač ne zamahne nogom. U praksi, sudac dozvoljava dva vratareva koraka prema lopti neposredno prije udarca – jedan za stvaranje inercije, drugi za skok u „paradu”. Izvođač ne smije stati u potpunosti ni u jednom dijelu zaleta, iako smije mijenjati brzinu. Ostali igrači nemaju što tražiti unutar kaznenog prostora do trenutka udarca.
Česte su nepravilnosti pri izvođenju „penala”. Vratar sužava kut pretjeranim približavanjem lopti, izvođač se prepredeno zaustavi netom prije udarca, igrači obiju momčadi utrčavaju u šesnaesterac i sl. Budući da je kazneni udarac vrlo delikatna situacija, suci razmatraju širu sliku pri donošenju odluke. Ako vratar ili njegova momčad naprave nešto nedozvoljeno, a lopta svejedno završi u golu, pogodak je regularan. U slučaju obrane ili promašaja, jedanaesterac se ponavlja. S druge strane, ako izvođač ili njegovi suigrači prekrše bilo koje pravilo, a jedanaesterac završi pogotkom, isti se ponavlja. Vratareva obrana ili izvođačev promašaj donose uobičajeni nastavak igre. Nepravilnosti s obje strane dovode do ponovnog izvođenja neovisno o ishodu. 
Ako izvođač pogodi okvir vrata, ne smije dirati loptu sve dok ona ne dotakne bilo kojeg igrača na terenu, inače bi loptu izveo „sam sebi” te skrivio neizravni slobodni udarac. Iako ogromna većina jedanaesteraca biva izvedena udarcem na vrata, dozvoljeno je dodati suigraču, doduše samo prema naprijed ili vodoravno. Bez obzira na sučevu nadoknadu, stanje na stadionu ili bilo kakve druge nepogode, dosuđeni kazneni udarac mora se izvesti prije kraja poluvremena ili utakmice. Prilikom raspucavanja s bijele točke kao načina odluke o pobjedniku, jedanaesterac traje dok lopta ne napusti teren (ili uđe u gol, što je također vid prelaska granice igrališta) ili potpuno se zaustavi. Glavni sudac označava početak i kraj svakog jedanaesterca.

### Zaleđe
Prije svega, potrebno je napomenuti kako se vratar smatra ravnopravnim obrambenim igračem prilikom određivanja zaleđa. Pojam „predzadnjeg igrača obrane” u ogromnoj većini slučajeva označava braniča najbližeg svom vrataru, a iznimke bit će pojašnjene dalje u tekstu. Svaki protivnik koji se, u trenutku upućivanja lopte njemu, cijelim ili dijelom tijela nađe između predzadnjeg braniča i vratara (dakle, zadnja dva braniča) nalazi se u nedozvoljenoj poziciji. Ruke se zanemaruju jer njima gol ne može biti postignut. Međutim, zaleđe se dosuđuje tek kad igrač iskoristi ili pokuša iskoristiti svoju nezakonitu prednost. Prema tome, puko obitavanje u zaleđu nije razlog za prekidanje igre sve dok taj isti igrač ne sudjeluje aktivno u napadu svoje momčadi. Zaleđe se ne sudi igraču koji se nalazi na „svojoj” polovici terena niti onome koji je u ravnini s predzadnjim protivnikom. –Budući da se svako dodavanje smatra novom akcijom, igrač koji se prvotno nalazio u zaleđu – kada je loptu primio njegov suigrač u dozvoljenoj poziciji – stigne vratiti se u ispravan položaj. Zaleđe ne postoji kod izvođenja gol auta, auta i udarca iz kuta.
Ključni trenutak jest onaj djelić sekunde u kojemu igrač momčadi u napadu šalje loptu, svjesno ili nesvjesno, suigraču. Linijski sudac, koji se stalno kreće usporedno s predzadnjim čovjekom obrane, ocjenjuje je li primatelj lopte u trenutku njenog upućivanja uhvaćen upravo između predzadnjeg braniča i vratara. Osim pri dodavanju, zaleđe se svira i u slučaju kad jedan igrač uputi udarac na gol, lopta se odbije od braniča, vratara, okvira gola ili korner-zastavice, a do nje dođe pucačev suigrač u nedozvoljenoj poziciji. Ako igrač shvati da je u zaleđu, može se ukopati na mjestu i propustiti loptu za nastavak napada. Posao linijskog suca vrlo je zahtjevan; osim pomaganja glavnome, odgovoran je za dobrobit posljednje crte obrane. Najnezavidnija situacija jest ona u kojoj napadač napreduje prema golu a branič u suprotnom smjeru u nastojanju da ga uhvati iza leđa. U punom trku moguća je promjena položaja od desetak metara u sekundi, a pomoćnik mora zamrznuti sliku trenutka slanja lopte u svojoj glavi i donijeti odluku. Dakle, nedosuđeno zaleđe od nekoliko centimetara često uopće nije vidljivo ljudskom oku.  
Prilikom označavanja zaleđa, linijski sudac stane u mjestu i podigne zastavicu iznad glave reskim zamahom desne ruke da je glavni sudac može i čuti. Nakon sučeva zvižduka za prekid igre, usmjerava ju na neki od tri načina: dolje, ako je zaleđe nastalo na trećini terena najbližoj pomoćniku; ravno, ako je zaleđe po sredini; gore, ako je igrač u zaleđu na najudaljenijoj trećini terena. Iako to nije nužno, pomoćnik može lijevom rukom prokazati igrača. Kako zaleđe nije prekršaj nad igračem, kažnjava se neizravnim slobodnim udarcem za protivničku momčad. Kod dvojbenih situacija, pomoćnik nastavlja trčati sa zastavicom usmjerenom prema tlu, obznanjujući time da je svjestan sumnji iako je pozicija regularna. 

#### Iznimke
Kada je obrana probijena na dozvoljen način, a između napadačâ i gola ne stoji nitko ili pak samo jedan protivnik, zaleđe postaje „ragbijaško” u svojoj prirodi – igrači ispred lopte u nedozvoljenoj su poziciji, a napad se opet prekida samo u slučaju izravnog utjecaja igrača u zaleđu na akciju. 
Vratar ponekad nije najbliži svojim vratima. Ako je predzadnji igrač obrane u trenutku protivničkog dodavanja, svi igrači bliži golu od samog vratara nalaze se u nedozvoljenoj poziciji. Ako vratar nije niti predzadnji igrač obrane, tada njegov položaj nije bitan za određivanje zaleđa.
Aktiviranje igrača u zaleđu nije ograničeno isključivo na kontrolu lopte iz nedozvoljene pozicije. Ometanje vratareva vidnog polja, ograničavanje prostora za njegovo bacanje, ometanje putanje protivnika, ili puko prisiljavanje braniča na hvatanje odmaklog protivnika u zaleđu tijekom borbe za ničiju loptu jednako prekidaju igru kao uobičajeni „ofsajd”.

### Postizanje pogodaka
Za postizanje pogotka potrebno je poslati loptu cijelim njenim obujmom ispod grede te između stativa. Lopta koja bilo kojim svojim dijelom dodiruje crtu, ili se nalazi iznad nje tako da bi ju dodirivala da je na tlu, smatra se živom, odnosno u igri. Golovi se postižu iz neometane igre ili prekida. Kao i svaka druga sučeva odluka, gol se može poništiti zbog zaleđa ili bilo kakvog prekršaja prije nastavka igre. Glavni sudac najčešće pokazuje rukom na centar, odakle momčad koja je primila pogodak izvodi loptu, a katkad puhne u zviždaljku, pogotovo zbog dvojbene situacije. Linijski sudac zatrči se prema sredini terena označavajući regularno postignuti pogodak. 

### Vraćanje lopte u igru
Lopta otprilike trećinu utakmice ne smatra se živom, odnosno nije u igri zbog izlaska izvan granica terena, prekršaja, zaleđa ili postignutog pogotka. Razni su oblici prekida, kao i načini vraćanja lopte u igru. Ni iz jednog vraćanja nije moguće izravno zabiti autogol; ako lopta ipak uđe u gol, protivničkoj momčadi dodijeli se udarac iz kuta. Odugovlačenje s bilo kojim izvođenjem lopte kažnjivo je žutim kartonom.
- Početni udarac: Na početku svakog poluvremena i nakon postignutog pogotka, momčadi zauzimaju položaje na polovici terena koju brane. Lopta se postavlja u središte kruga, a izvodi na način da prvim dodirom nakon sučeva zvižduka prijeđe na protivničku stranu igrališta. Protivnički igrači poštuju propisano odstojanje izlaskom iz središnjeg kruga dok se lopta ne izvede.

- Gol aut: Kada lopta prijeđe gol-liniju nakon što je zadnji dodir s njom ostvario igrač momčadi u napadu, dosuđuje se gol aut. Sudac pokazuje spuštenim dlanom na peterac, odakle se lopta izvodi, a linijski sudac zastavicom na isto mjesto. Svi igrači moraju napustiti šesnaesterac, a lopta je u igri kad napusti taj prostor. Vratar smije prepustiti izvođenje suigraču. Zaleđe ne postoji tijekom izvođenja gol auta. Dozvoljeno je postići pogodak izravnim udarcem na protivnička vrata.

- Udarac iz kuta: Kada loptu preko gol-linije izbaci igrač momčadi u fazi obrane, dosuđuje se udarac iz kuta („korner”). Sudac označava udarac iz kuta podizanjem ruke u smjeru zastave u kutu igrališta, a linijski sudac dolazi na sjecište gol- i aut-linije te spušta svoju zastavicu prema kutu, bez obzira izvodi li se udarac iz toga ugla ili onog preko puta. Kako za vrijeme izvođenja udarca iz kuta ne postoji zaleđe, izvođačevi suigrači pune protivnički kazneni prostor. Međutim, pravilo zaleđa vraća se na snagu prvim sljedećim dodirom pa momčad koja brani svoja vrata nastoji ispucati loptu što je dalje moguće te pomaknuti crtu zaleđa dalje od svojih vrata zajedničkim izlaskom. Protivnici moraju se udaljiti barem 9,15 m prije izvođenja.

- Aut: Kada igrač izbaci loptu preko aut-linije, dosuđuje se ubacivanje sa strane u korist protivničke momčadi. Linijski sudac pruža zastavicu u smjeru napada momčadi kojoj lopta pripada. Aut se izvodi objema rukama iznad glave. Obje izvođačeve noge moraju biti na tlu u trenutku izbačaja. Protivnik ne smije se približiti na manje od dva metra od crte. Iako bi se lopta trebala izvesti s mjesta gdje je napustila igralište, igračima se tolerira nekoliko metara hvatanja zaleta. Osim toga, sudac dopušta i ponešto dugotrajnije izvođenje, sve dok igrač ne počne očito krasti vrijeme. Naime, kratak doseg ubacivanja sa strane omogućuje protivnicima blisko praćenje svih izvođačevih suigrača. Ni gol ni autogol ne mogu se postići izravno iz auta.

- Slobodni udarci: Lopta mora mirovati na tlu, a izvodi se isključivo nogom. Lopta je u igri u trenutku kad se pomakne nakon udarca.

- Sudačko podbacivanje: Ovaj način vraćanja lopte u igru koristi se kod prinudnih prekida igre, poput teške ozljede igrača, ulaska neovlaštenih osoba u teren i sl. Tri su načina ovog vraćanja lopte u igru ovisno o posjedu lopte, ali lopta u svakom slučaju mora odskočiti od igrališta iz sučeve ruke s mjesta gdje se nalazila prije prekida. Ako lopta nije bila ničija, ili je igrač u njenom posjedu bio pod izraženim protivničkim pritiskom, po jedan igrač iz obje momčadi natječe se za njen posjed, poput podbacivanja u hokeju na ledu. Ako je lopta bila u neometanom posjedu jednog igrača, tada mu sudac vraća loptu u posjed, a igra se potom vraća „u normalu”. Osim toga, sudac može naložiti igraču da vrati loptu protivniku.